# خط الإمام
خط الإمام (بالفارسية: خط امام)؛ هو مصطلح سياسي إيراني، يُستخدم للإشارة إلى الخط الحزبي لروح الله خميني الولي الفقيه الإيراني وأوّل مرشد أعلى ضمن نظام إيران، الذي يُطلق عليه في إيران لقب «الإمام» ويٌخاطب رسميًا باسم «الإمام خميني» (بالفارسية: امام خمینی‌). يُعد مصطلح «خط الإمام» من المصطلحات الثورية الإيرانية.
خلال السنوات الأولى للثورة الإيرانية، زعمت مجموعات من تيارات مختلفة أنها تتبع «خط الإمام»، من بينها: جمعية علماء الدين المجاهدين، وحركة المناضلين المسلمين، ومنظمة مجاهدي الثورة الإسلامية، إضافة إلى حزب توده الشيوعي الإيراني.